# Paco Tomás
Francisco Tomás Vera (Palma de Mallorca, 4 de julio de 1967), conocido profesionalmente como Paco Tomás, es un periodista, guionista y escritor español.

## Biografía
Tras nacer en Palma, su familia se trasladó a la Colonia de Occidente de Ciudad Pegaso (Madrid) cuando contaba con 4 años.
La mayor parte de su trayectoria profesional ha estado ligada al periodismo, el columnismo y los medios de comunicación aunque también ha trabajado como guionista de televisión y ficción. Fue el creador del programa radiofónico La Transversal, en RNE, y actualmente dirige y presenta Wisteria Lane, programa relacionado con el movimiento LGTBI, en Radio 5.

### Formación
Es licenciado en Periodismo por la Universidad Complutense de Madrid. Además, cursó estudios de Cinematografía en el Taller de Artes Imaginarias (TAI) de Madrid.

### Trayectoria en prensa
Los comienzos profesionales de Paco Tomás estuvieron ligados a medios de comunicación mallorquines como Diario de Mallorca, la revista Brisas y los periódicos Última Hora y La Voz de Baleares. También trabajó para Agencia EFE, Cadena SER, Canal Satélite Digital, El Mundo, Canal 21 y Localia TV. Comenzó como redactor de sociedad, cultura y espectáculos en Diario de Mallorca, donde empezó a escribir columnas de opinión que se caracterizaban por mezclar ficción, humor y actualidad. Así nacieron secciones como 37 grados o Tienes un e-mail o "El ingenuo seductor" para el grupo empresarial Prensa Ibérica. De 2013 a 2015 colaboró con el medio digital El Asombrario & Co. dirigido por Manuel Cuéllar.

### Trayectoria en RNE
Desde 1999 hasta 2004 colaboró en el programa Hoy por hoy Mallorca de la Cadena Ser. En 2006 empieza a colaborar en el programa de las tardes de Radio 1 de RNE, La Plaza, donde escribe y representa la sección Entrevistas Imposibles, en las que interpretaba a personajes de ficción que eran entrevistados en directo.
En 2007 se hace cargo de las noches de los domingos en Radio 1 con el magacín La Transversal. Paco Tomás fue el director y presentador de este espacio, caracterizado por una cabecera sin sintonía, sus entrevistas, sus reportajes encadenados y sus indicativos. El programa incidía en el humor, especialmente en dos de sus secciones: el serial Las aventuras de Enrique y Ana y la sección de la vidente Xisca Tangina, un personaje ficticio creado por el actor y director teatral José Martret. La Transversal se mantuvo durante tres temporadas; las dos primeras de dos horas de duración y la última, de una.
Actualmente, y desde 2010, Paco Tomás dirige y presenta el programa Wisteria Lane de Radio 5, un programa dedicado a la actualidad del movimiento LGTBI y por el que le fue concedido, en 2013, el Premio Pluma, junto a la periodista Rosa Montero. El programa es heredero directo de dos espacios similares, Entiendas o no entiendas, conducido y dirigido por el poeta y articulista Leopoldo Alas Minguez y Las aceras de enfrente, del poeta y novelista Luis Antonio de Villena-en el que Tomás colaboró-, ambos emitidos en RNE en los años previos a Wisteria Lane. 
Paco Tomás colaboró como guionista en el magacín en Radio 3, Carne Cruda, dirigido por Javier Gallego, en el que además, durante tres años, escribió e interpretó la tira cómica Kurt & Courtney, una especie de "matrimoniadas indie" en la que se parodiaba la vida del famoso matrimonio de artistas estadounidenses. Carne Cruda consiguió, en 2012, el Premio Ondas a Mejor Programa de Radio. De septiembre de 2019 a julio de 2022 fue colaborador del programa No es un día cualquiera, conducido y dirigido por el periodista Carles Mesa. De septiembre de 2022 a julio de 2023 colaboró en el programa Las tardes de RNE, presentado igualmente por Mesa. Desde septiembre de 2023, Tomás colabora una vez a la semana en el programa Gente despierta después de que Mesa fuera trasladado a las madrugadas de RNE.
También ha participado, como invitado, en otros programas de RNE como El Séptimo Vicio (Radio 3), Hoy programa (Radio 3) o Música por tres (Radio 3).
En febrero de 2019, Paco Tomás dirigió, guionizó y locutó un podcast de quince episodios titulado "Mi vida es un cliffhanger", dedicado a las series de televisión. La serie de programas no se emitió por la radio, sino que sólo pudo ser escuchada a través de la página web de RNE.

### Trayectoria en TVE
Inicialmente, el trabajo televisivo de Paco Tomás se centró en labores de guionista. Sin embargo en los últimos años ha trabajado fundamentalmente como tertuliano en programas dedicados a temas de sociedad. 
Su primera colaboración llega al guionizar la gala de entrega de premios del programa Versión Española, de La 2 de TVE, con Cayetana Guillen Cuervo y Diabéticas Aceleradas. En 2005 es el guionista y director de la serie Urgensias de IB3, protagonizada por Diabéticas Aceleradas. Ese mismo año regresa a La 2 de TVE como guionista del programa Carta Blanca, dirigido por Santiago Tabernero. En 2006 trabaja como guionista del programa D-Calle, dirigido por Antonio Trashorras y presentado por Cayetana Guillen Cuervo en La2 de TVE.
En 2014 guioniza el magacín de La 2 de TVE Alaska y Coronas y en 2015 Alaska y Segura, emitido en la primera cadena de TVE. En agosto de 2019 RTVE anunció que produciría el magacín Sánchez y Carbonell, presentado por la periodista Elena S. Sánchez y el humorista Pablo Carbonell. El programa comenzó a emitirse en otoño de 2019 bajo la dirección de por Santiago Tabernero y guionizado por Tomás. Con el estallido de la crisis sanitaria del coronavirus, en marzo de 2020, el programa fue cancelado.  
También ha escrito los programas dedicados a la música clásica para niños, El Club de Pizzicato y Pizzicato de La2 de TVE, sucesores del El Conciertazo de Fernando Argenta.
En 2019, a partir de una idea original de Paco Tomás y César Vallejo, se estrena la miniserie documental Nosotrxs somos, en la que a través de 6 episodios se hacía repaso a la historia del activismo LGBT en España desde los tiempos de la transición democrática hasta el presente. La serie fue emitida en la plataforma digital Playz de RTVE, si bien posteriormente sería redifundida por La 2. Tomás figuraba, junto a Vallejo y a Rafael Lobo, como guionista de la serie, cuya realización correspondió a Bárbara Mateos. La serie fue premiada con el Premio Rey de España de Periodismo Cultural y Desarrollo Social en su edición de 2020. Asimismo recibió una nominación a Mejor pieza informativa televisiva en lengua española en la 31 edición de los premios GLAAD. El galardón recaería finalmente ex aequo en los reportajes "Después de Stonewall" (CNN en español) y "Orgullo", emitido en el programa Despierta América de la cadena Univisión.
Desde el verano de 2019, Tomás fue asiduo colaborador del programa de televisión A partir de hoy (TVE), que presentó Máximo Huerta. La emisión del programa fue suspendida en marzo de 2020, una vez que TVE decidiera reestructurar la parrilla a causa de la crisis del coronavirus. El programa no volvería a emitirse, siendo cancelado oficialmente el 11 de mayo de 2020.
De noviembre de 2020 a agosto de 2021, Paco Tomás fue colaborador habitual del programa matinal de TVE La hora de La 1, en donde participó en una tertulia de temas de sociedad junto a, entre otros, Norma Duval, Celia Villalobos y Nieves Herrero. La sección, dirigida por la periodista Cristina Fernández, fue eliminada de parrilla al terminar la primera temporada de La hora de la 1.
En mayo de 2021 Tomás guionizó el falso documental "1990, la victoria decisiva", en el que se fabulaba con que el dúo Azúcar Moreno hubiera ganado el Festival de Eurovisión de 1990. El programa, emitido en RTVE Digital en la semana en la que se celebraba en Rótterdam el Festival de Eurovisión de 2021, fue dirigido por César Vallejo y Ángela Gallardo.
Desde septiembre de 2021 hasta comienzos de enero de 2022 trabajó como tertuliano eventual en el programa Mejor contigo de La 1, un magacín desenfadado presentado por Ion Aramendi y emitido de lunes a viernes a partir del mediodía. En la temporada 2022/2023 colaboró de forma ocasional en el programa Hablando claro, hasta su cancelación en agosto de 2023.

### Teatro y televisión
Paco Tomás participó como guionista en la primera temporada de Escenas de matrimonio, para Telecinco. En 2010 escribe y dirige, junto con José Martret, el capítulo piloto de la serie de TV On the rocks, protagonizado por Marta Fernández Muro, Cristina Alcázar, Jorge Calvo, Pepa Rus y Carmen Ruiz entre otros. Como consecuencia de este trabajo, los responsables del Calendario Larios 12 se pusieran en contacto con los creadores para formar parte de los cortometrajes que compondrían el calendario de ese año. Para esa ocasión rodaron el cortometraje Código de barra, con Fernando Tejero, Miriam Benoit y Natalia Hernández entre otros.
En otros ámbitos de la creación, Paco Tomás ha escrito hasta el momento dos piezas teatrales: Esta noche viene Pedro (estrenada en el Teatro Calderón de Madrid en abril de 2005), con Jorge Calvo y Diabéticas Aceleradas, en la que un antiguo cabaret de travestis se alteraba ante la visita de Pedro Almodóvar. El propio director manchego prestó su voz y colaboró en el montaje; y la pieza breve Tóxicas, perteneciente a la obra Alegrías las justas, estrenada en 2013 en el Teatro Alfil de Madrid.
En 2009, para el proyecto La noche en blanco de la ciudad de Madrid, escribió y dirigió, también junto a José Martret, el happening callejero Bienvenido Mr. Marshall (G20 Reloaded & Revolution), en el que se actualizaba la mítica película de Luis García Berlanga.
En 2017 publicó un total de seis monólogos humorísticos en la red social YouTube. Tomás abandonó el proyecto apenas cuatro meses desde su inicio.
En junio de 2022 participó como colaborador en dos ediciones del polémico programa dedicado a la información del corazón Sábado Deluxe en la cadena Telecinco.

### Libros
En 2015, Paco Tomás publicó su primera novela Los lugares pequeños, editada por la editorial Punto en Boca.
En 2017 autoedita la colección de artículos Algunas razones. Se trata de una recopilación de textos publicados en prensa sobre cuestiones políticas, religiosas, personales y sociales. El libro terminaba con el artículo inédito “El artículo que nunca me atreví a escribir”, en el que revelaba haber sufrido un cáncer testicular en 2013.
También en 2017, y a modo de encargo, escribe el ensayo Esto acaba de empezar. Recorrido, recorrer. 20 años de Losdedae Danza, una semblanza de la trayectoria de la compañía de baile Losdedae Danza, creada por el bailarín y coreógrafo madrileño Chevi Muraday.
En 2022 se edita la segunda novela de Tomás, titulada Coto privado de infancia. De marcado carácter biográfico, la novela narra la historia de un hombre homosexual en la cincuentena que vive traumatizado por haber sido víctima de acoso escolar durante su infancia.

### Política
En junio de 2018, Paco Tomás fue nombrado asesor del Ministerio de Cultura y Deporte.
El 28 de junio de 2021, Tomás sería el encargado de presentar un acto institucional con motivo de la celebración del Día del Orgullo LGTBI, presidido por la entonces ministra de igualdad, Irene Montero. El acto comenzó con una performance contra el "mundo binario, cis, hetero y patriarcal".

### Vida privada
En 2018, Tomás creó el hashtag #soyinmoral, con el que pretendía denunciar la presunta censura y el puritanismo de las empresas propietarias de las redes sociales.
El 6 de julio de 2019 en Madrid, Paco Tomás fue uno de los veteranos activistas y personalidades invitados por el Cogam y la Felgtb para encabezar la manifestación estatal del Orgullo, que aquel año estaba dedicado a las personas mayores LGTBI. El lema de la pancarta era "Mayores sin armarios. ¡Historia, lucha y memoria! Por una Ley LGTBI estatal".

## Premios y reconocimientos
- Premio Pluma Mediática de la FELGTB (2013)[1][2]
- Premio Halegato de Oro, modalidad LGTBI, del club deportivo Halegatos (2014)[17]
- Premio FanCineGay (2014)[18][19]
- Premio Baeza por la Diversidad, modalidad Contribución Cultural (2017)[20]
- Premio Calcsicova, modalidad Comunicación (2019), de la Coordinadora de Asociaciones de VIH y Sida, por su programa Wisteria Lane[21]
- Premio Triángulo del COGAM, modalidad Comunicación (2019)[22]
- Reconocimiento Arcoíris, entregado por el Ministerio de Igualdad y la Dirección General de Diversidad Sexual y Derechos LGTBI por la defensa de los derechos de las minorías sexuales a través de los medios de comunicación y la literatura. Por su imprescindible obra Nosotrxs somos, en la que se repasa la historia del activismo LGTBI en España (2022)[23][24]